# Pat Ahern
Patrick Lee „Pat“ Ahern (* 10. November 1960 in Davenport, Iowa) ist ein ehemaliger US-amerikanischer Nordischer Kombinierer.
Ahern wurde in seiner aktiven Karriere vier Mal US-amerikanischer Meister: 1982, 1984, 1985 und 1987. 1983 wurde er nach einem Schlüsselbeinbruch Vizemeister von der Normalschanze. Des Weiteren nahm er 1984 an den Olympischen Winterspielen in Sarajevo teil. Im Einzelwettbewerb erreichte er den 17. Platz.
Ahern besuchte die Summit County High School in Colorado und studierte an der University of Alaska in Anchorage.